# Soudce z milosti
Soudce z milosti je román Ivana Klímy. Byl napsán v letech 1972–1985. V roce 1986 byl vydán v exilu, v roce 1991 poprvé v Československu. První, samizdatová verze pod názvem Stojí, stojí šibenička vyšla již v roce 1976.
Děj se odehrává převážně v Praze po začátku normalizace. Zatímco ostatní reformní komunisté pražského jara již většinou ztratili svoji práci, Adam Kindl stále působí jako soudce. Je však pověřen prací na případu Karla Kozlíka, který měl zapnout plyn v domě své bytné a tím zabít ji i její vnučku, a očekává se od něho, že vynese rozsudek trestu smrti. Kindl ale není o vině Kozlíka zcela přesvědčen a tuší, že případ je brán jako zkouška jeho loajality. Zároveň je lidmi poškozenými normalizací vnímán jako ten, kde ještě má nějaký vliv a může jim pomoci, např. jeho bývalá přítelkyně Magdaléna ho žádá o pomoc, protože jejímu manželovi hrozí vyhození ze školy, kde učí. Další rovinou románu je krize v jeho vlastní rodině, jeho žena Alena se zamiluje do mladíka Honzy a Kindl tráví čas s milenkou Alexandrou. Adamův bratr Hanuš se chce vrátit ze zahraničí do Československa, což neschvaluje jejich otec, bývalý komunista nesmyslně vězněný v 50. letech. Další rovinou jsou pak částečně autobiografické retrospektivní pasáže, kde hlavní hrdina vzpomíná na dětství v Terezíně, studium práv, práci v „Díře“ i cesty do zahraničí ke konci 60. let. Román končí návratem Hanuše a odebráním Kozlíkova případu Kindlovi (de facto jeho propuštěním) a vynesením rozsudku smrti Kindlovým nadřízeným.

## Stavba románu
Román je rozčleněn do deseti kapitol. První čtyři oddíly každé kapitoly vypráví v er-formě o Adamovi a o náhled na skutečnost z jeho strany, poslední pátý pak o jeho ženě Aleně. Na konci každé kapitoly kromě poslední desáté je pak větší oddíl nazvaný Než se napijeme z řeky Léthé, který je psán v ich-formě a zachycuje Adamovy vzpomínky od dětství v Terezíně až po srpnovou invazi.

## Postavy
- Adam Kindl – soudce
- Alena – jeho žena
- Hanuš – jeho mladší bratr
- Olga – žena Hanuše (v příběhu nevystupuje)
- Oldřich Ruml – bývalý kolega
- Alexandra – milenka Adama a žena Oldřicha
- Honza – milenec Aleny
- Magdaléna – bývalá Adamova známost
- Jaroslav – manžel Magdalény
- Karel Kozlík – obviněný

## Vydání
- Rozmluvy, 1986 ISBN 0-946352-33-X
- Rozmluvy, 1991 ISBN 80-85336-06-5
- Academia, 2002 ISBN 80-200-0972-8
- Academia, 2012 ISBN 978-80-200-2058-1 – pátý svazek souboru Spisy